# Comunità della Val di Non
La Comunità della Val di Non è una comunità di valle della provincia autonoma di Trento di 39 290 abitanti con capoluogo Cles.

Si trova nella parte nord-occidentale della provincia e comprende 23 comuni prima facenti parte del Comprensorio della Val di Non. Il suo numero identificativo è il 6.

## Geografia fisica
La comunità si estende su una superficie di quasi 600 km², e confina a nord e a est con la provincia autonoma di Bolzano, a sud con la Comunità Rotaliana-Königsberg (13) e con la Comunità della Paganella (14), a sud-ovest con la Comunità delle Giudicarie (8) e a ovest con la Comunità della Valle di Sole (7).
Benché essa sia una valle di origine glaciale, la Val di Non somiglia per certi versi ad un altopiano, la cui geografia è dominata dallo scorrere del torrente Noce, proveniente da ovest dalla Val di Sole. In corrispondenza di Cles le acque del torrente si raccolgono a formare il lago di Santa Giustina, bacino artificiale presente dal 1951. Nel tratto più meridionale della valle, una volta uscito dal lago, il Noce scorre in una forra fino a gettarsi nella Piana Rotaliana e poi confluire nel fiume Adige.
Il territorio della comunità è suddiviso informalmente in diverse zone, classicamente in Bassa (valle), Media(valle), Predaia, Alta(valle) e Terza Sponda. Un'altra suddivisione è quella che identifica i diversi comuni in base alla loro localizzazione sulla destra o sulla sinistra idrografica del torrente.

## Storia
La Comunità della Val di Non fu istituita con la legge provinciale 16 giugno 2006, n. 3; è successore del Comprensorio della Valle di Non.

### Simboli
Stemma (già usato dal Comprensorio):

## Società

### Lingue e dialetti
In Val di Non sono presenti due diversi tipi di idiomi, se si escludono i tre comuni di lingua tedesca che, se geograficamente fanno parte della vallata trentina, dal punto di vista amministrativo fanno parte della provincia autonoma di Bolzano. Gli abitanti della Bassa Val di Non parlano un dialetto trentino simile a quello degli abitanti della Piana Rotaliana, mentre in Alta Val di Non viene parlato il nones, un dialetto semi-ladino. I parlanti di questa lingua, come quelli del vicino solandro, non sono ufficialmente riconosciuti come minoranza linguistica.

### Appartenenza linguistica
Secondo la rilevazione sulla consistenza e la dislocazione territoriale degli appartenenti alle popolazioni di lingua ladina (RCDT) ISPAT del 2021, la popolazione della comunità della Val di Non è per il 18,2% appartenente alla lingua ladina. Il 59,2% del totale dei rispondenti nella comunità ha dichiarato di comprendere la lingua ladina, il 30,2 di saperla scrivere.

## Monumenti e luoghi d'interesse
Sede di insediamenti umani fin dai tempi antichi, la Val di Non è ricca di centri abitati e di castelli, il più noto dei quali è Castel Thun, ora museo e sito nella parte bassa della valle. La storia del territorio, soprattutto quella degli abitati pre-romani, è raccolta a Sanzeno presso il Museo Retico. Sempre da Sanzeno parte la strada che porta a uno dei principali siti turistici dell'intera provincia, il santuario di San Romedio. Nel capoluogo Cles sono presenti numerosi edifici d'interesse storico e artistico, tra i quali il Palazzo Assessorile e la chiesa di Santa Maria Assunta.
Il territorio della valle è noto soprattutto per le sue bellezze naturalistiche, composte soprattutto da laghi e montagne. Lo specchio d'acqua più noto è il lago di Tovel, famoso per il suo fenomeno di arrossamento delle acque, che avvenne fino al 1964. Nonostante la sua natura di bacino artificiale, anche il lago di Santa Giustina è una meta per turisti e appassionati di sport acquatici. Nel territorio della comunità ricade parte del Parco naturale Adamello Brenta.

## Infrastrutture e trasporti
Il principale asse viario del territorio della Comunità è rappresentato dalla Strada statale 43 della Val di Non, che mette in comunicazione la Val di Sole con la Piana Rotaliana. Presso l'abitato di Dermulo parte una sua diramazione (SS43 dir) che permette di raggiungere i centri abitati dell'Alta Val di Non, fino a Fondo. Un altro importante collegamento stradale è quello rappresentato dalla Strada statale 42 del Tonale e della Mendola, che collega a ovest la Lombardia con la provincia di Bolzano.
Per molti tratti parallela alla SS43, sul territorio comunitario viaggia la Ferrovia Trento-Malé-Mezzana, collegando Trento con i principali comuni della valle, fino alla media Val di Sole. Il legame tra la ferrovia e la valle è testimoniato anche dal soprannome attribuito al convoglio di passaggio, conosciuto come "la vacca nonesa". Il regolare servizio viaggiatori è erogato dalla società Trentino Trasporti.
Nei pressi del ponte di Mostizzolo vi è la partenza della Ciclopista della val di Sole.

## Assetto amministrativo
- Presidente: Michela Noletti
- Consiglio di Comunità: Presidente e 16 componenti
- Comitato esecutivo: Vicepresidente Andrea Biasi, Assessore Cristina Marchesotti e Assessore Manuel Cattani
- Inizio mandato: 30 settembre 2022

## Comuni
| Stemma | Comune          | Popolazione | Superficie | Altitudine | Nome locale   |
| ------ | --------------- | ----------- | ---------- | ---------- | ------------- |
|        | Amblar-Don      | 527         | 19,06      | 980        | Amblàr-Dòn    |
|        | Borgo d'Anaunia | 2 490       | 63,23      | 982        |               |
|        | Bresimo         | 253         | 41,01      | 1 036      | Brésem        |
|        | Campodenno      | 1 475       | 25,02      | 534        | Ciamdadén     |
|        | Cavareno        | 1 086       | 9,48       | 983        | Ciavarén      |
|        | Cis             | 304         | 5,51       | 732        | Cís           |
|        | Cles            | 7 020       | 39,17      | 658        | Clés          |
|        | Contà           | 1 411       | 19,48      | 593        | Contà         |
|        | Dambel          | 429         | 5,15       | 751        | Dàmbel        |
|        | Denno           | 1 221       | 10,64      | 429        | Dén           |
|        | Livo            | 804         | 15,22      | 741        | Liu           |
|        | Novella         | 3 610       | 46,59      | 724        |               |
|        | Predaia         | 6 675       | 80,05      | 515        | Pradaia       |
|        | Romeno          | 1 396       | 9,13       | 962        | Romén         |
|        | Ronzone         | 428         | 5,31       | 1 085      | Renzón        |
|        | Ruffré-Mendola  | 409         | 6,58       | 1 200      | Rufré-Méndola |
|        | Rumo            | 806         | 30,85      | 944        | Rum           |
|        | Sanzeno         | 925         | 7,88       | 641        | Sanzén        |
|        | Sarnonico       | 808         | 12,19      | 963        | Sarnónecʾ     |
|        | Sfruz           | 370         | 11,81      | 1 012      | Sfrúz         |
|        | Sporminore      | 707         | 17,47      | 515        | Sporpìcol     |
|        | Ton             | 1 305       | 26,28      | 482        | Tòn           |
|        | Ville d'Anaunia | 4 831       | 89,13      | 629        |               |

1. ↑  Dati ISPAT aggiornati al 1º gennaio 2019
2. ↑  Dati espressi in km²
3. ↑  Dati espressi in metri sul livello del mare
4. ↑  Nome della località nell'idioma locale (dialetto noneso)

## Galleria d'immagini

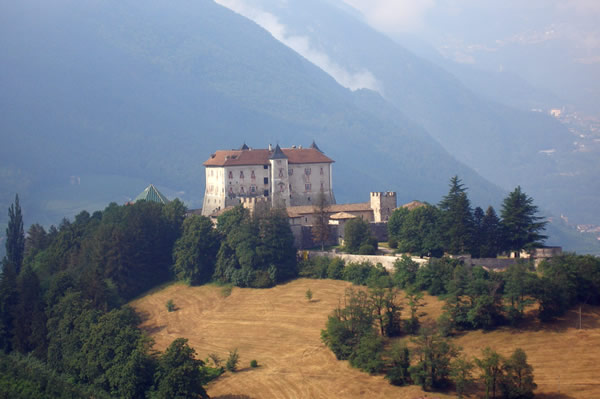
Castel Thun
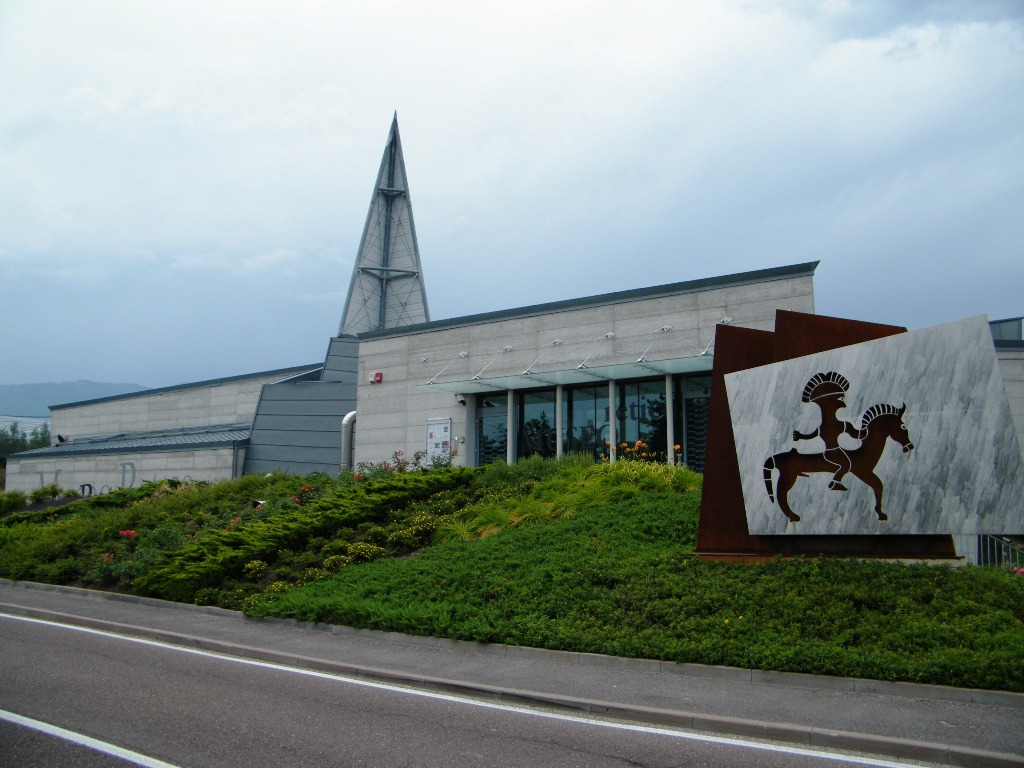
Museo Retico
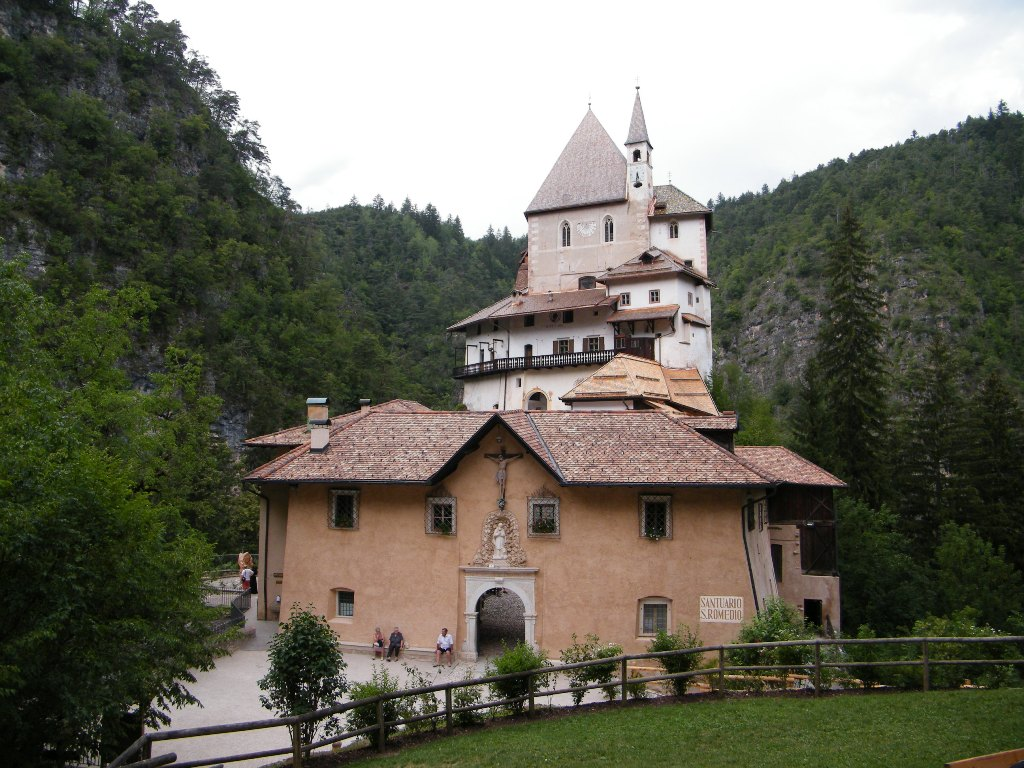
Santuario di San Romedio
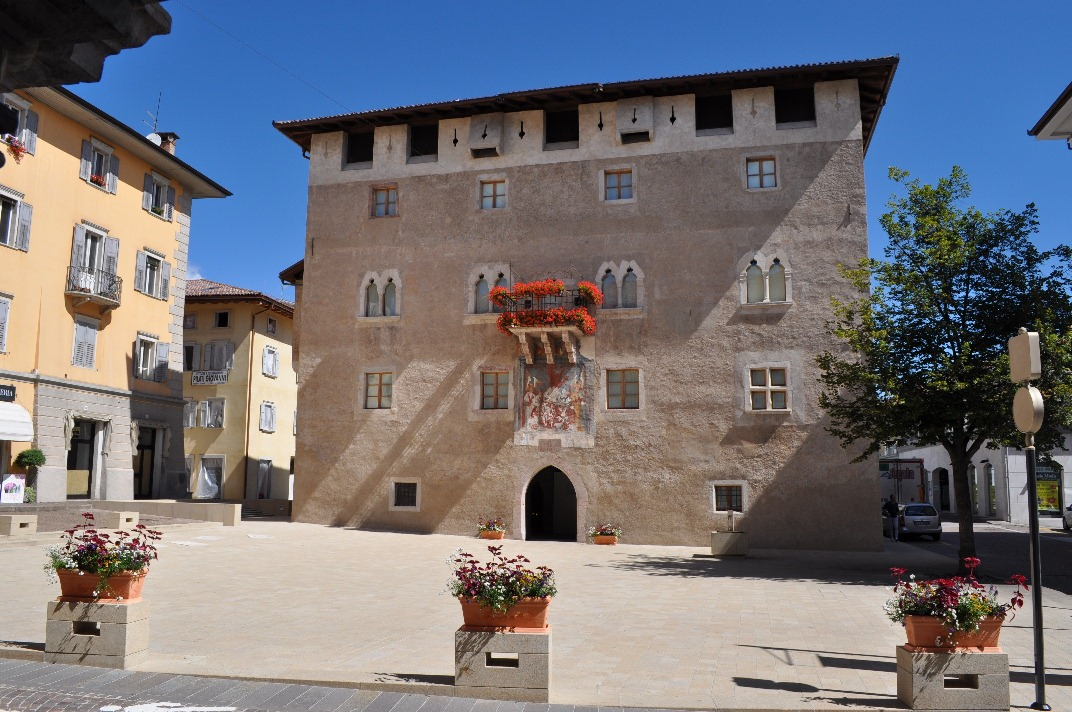
Palazzo Assessorile
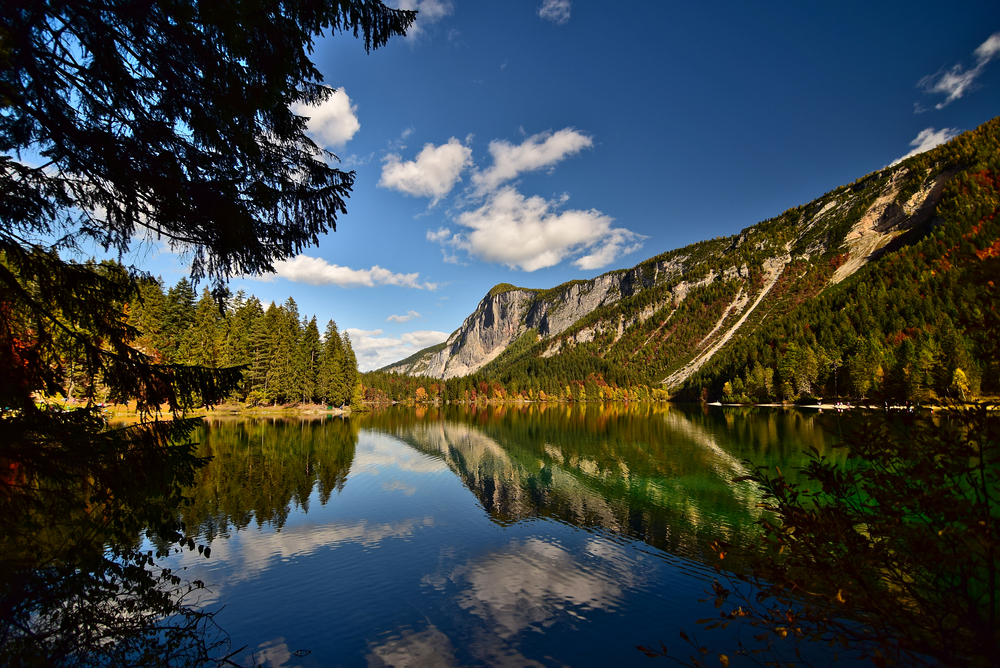
Lago di Tovel
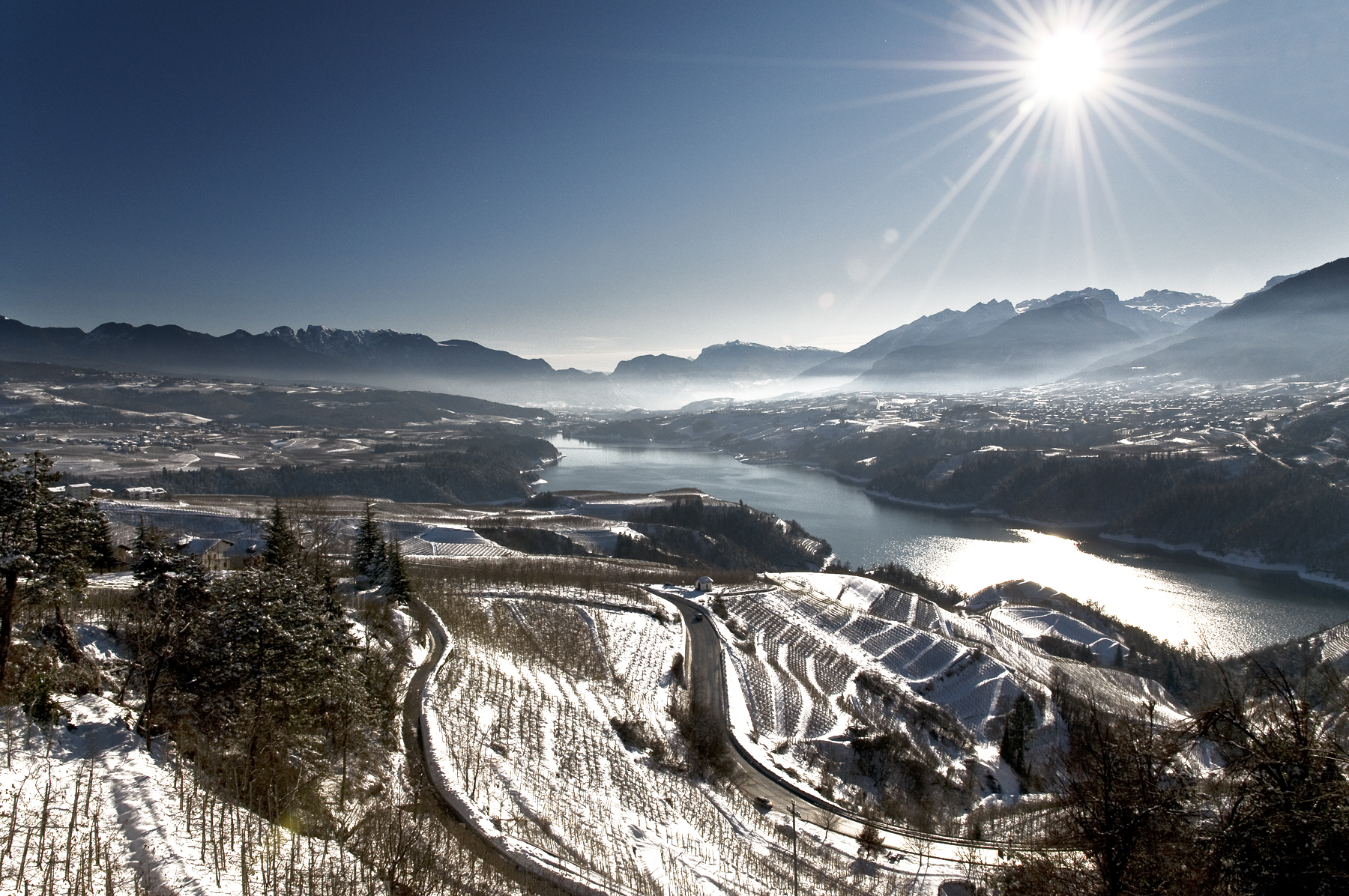
Lago di Santa Giustina
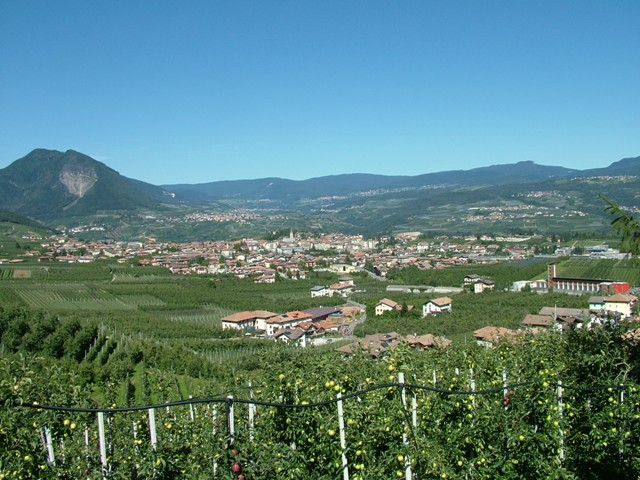
Panorama di Cles